# 62
Năm 62 là một năm trong lịch Julius. 